# Дарослав Торунь
Дарослав Єжи Торунь (пол. Darosław Jerzy Toruń, 1952, Вроцлав) — польський письменник-фантаст, перекладач та автор рольових ігор.

## Біографія
Дарослав Торунь народився у Вроцлаві. Він закінчив економічний факультет Варшавського університету за спеціальністю «політична економія». Після закінчення університету деякий час працював у міністерстві машинобудування, пізніше, з 1983 року, перейшов на журналістську роботу до журналу «Fantastyka», де був керівником відділу закордонної літератури. У 1993—1999 Торунь працював головним редактором журналу «Magia i Miecz», який повністю присвячений фантастиці та рольовим іграм.
Як письменник-фантаст Дарослав Торунь дебютував у 1977 році оповіданням «Історія з незвичайним закінченням» (пол. Historia z nieżyciowym zakończeniem), надрукованим у журналі «Nowy Wyraz». Він є автором ще двох фантастичних оповідань: «Єдиний правдивий» (пол. Jedyny prawdziwy) та «Тест 54842» (пол. Test 54842), надрукований у польських антологіях фантастики та журналах. Проте більш відомим Дарослав Торунь є як перекладач фантастичних творів, переважно з англійської та російської мов. Найбільш відомим є його переклади фантастичних творів польською мовою, зокрема Пола Андерсона «Королева повітря і темряви» і «Три серця та три лева», та Едгара Райса Барроуза «Принцеса Марса». Дарослав Торунь також є відомим у Польщі розробником рольових ігор, зокрема «Кристали часу» та «У степу широкому».

## Нагороди
30 жовтня 2007 року з нагоди 25-річчя журналу «Fantastyka» міністр культури та національної спадщини Польщі Казімеж Міхал Уяздовський нагородив Дарослава Торуня Нагрудним знаком «За заслуги перед польською культурою».